# Mesosemia gneris
Mesosemia gneris is een vlindersoort uit de familie van de prachtvlinders (Riodinidae), onderfamilie Riodininae.
Mesosemia gneris werd in 1851 beschreven door Westwood.